# George Strange
George M. Strange (Portage la Prairie, 9 novembre 1880 – Toronto, 22 giugno 1961) è stato un canottiere canadese.
Strange partecipò ai Giochi olimpici di Saint Louis 1904 con la squadra Argonaut Rowing Club di Toronto nella gara di otto, in cui conquistò la medaglia d'argento.

## Palmarès
| Anno | Manifestazione  | Sede        | Evento | Risultato |
| ---- | --------------- | ----------- | ------ | --------- |
| 1904 | Giochi olimpici | Saint Louis | Otto   | Argento   |